# Músculo pectíneo
El músculo pectíneo es un músculo fuerte, plano y cuadrangular del muslo, a nivel de la ingle, que se extiende desde la rama ileopubiana al fémur, tanto en humanos como en animales como los perros.

## Inserciones
Las inserciones superiores u origen traza una línea levemente horizontal, desde la espina púbica, pasando por la cresta pectínea y el ligamento pectíneo que se encuentra por encima de la cresta, luego el labio anterior del surco obturador y en la cara profunda de la fascia que cubre a ese músculo.
La inserción inferior se realiza en la línea de trifurcación media de la línea áspera del fémur, por debajo del trocánter menor, en la denominada línea pectínea del fémur.

## Inervación y vascularización
La inervación es del servicio de un ramo muscular del nervio femoral (nervio musculocutáneo interno) (L2, L3), y ocasionalmente, el nervio obturador.
Su irrigación arterial proviene de la arteria de los músculos aductores, rama de la arteria femoral profunda.

## Función
Junto con los músculos aductores de la pierna (aductor mayor, largo y corto) mueven el muslo de afuera a adentro en un movimiento llamado aducción. Son músculos potentes que permiten el movimiento de cruzar la pierna sobre la otra.

## Galería de imágenes

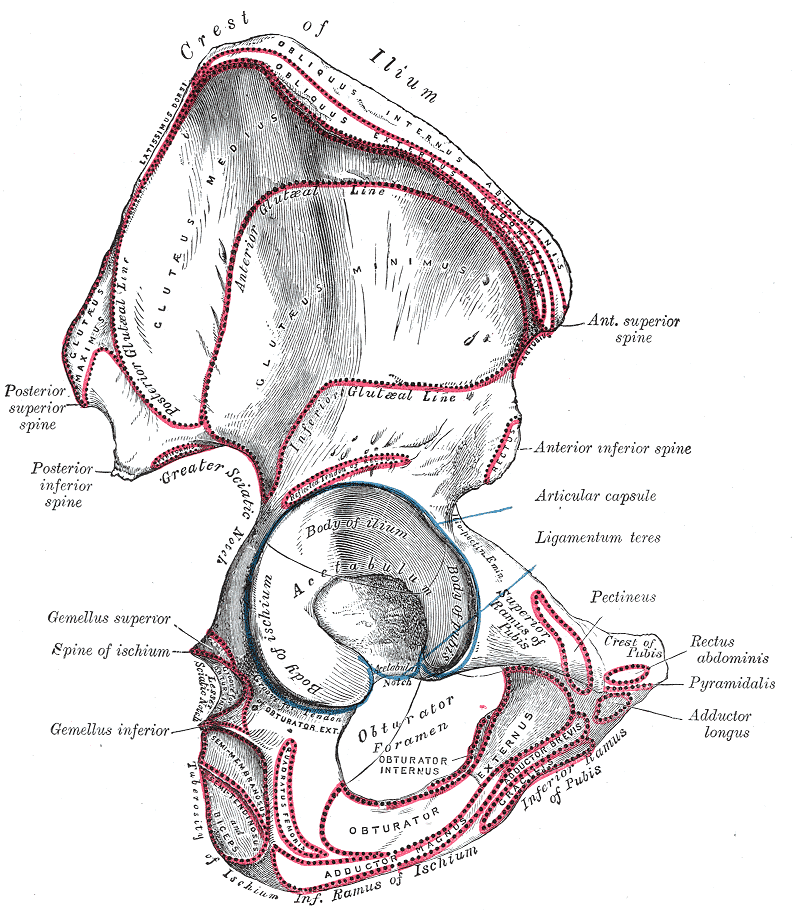
Inserciones musculares de la cadera derecha.
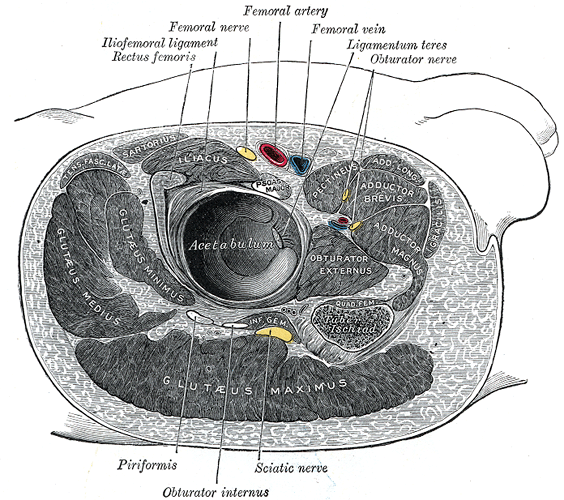
Relación del pectíneo con la arteria y vena femoral.
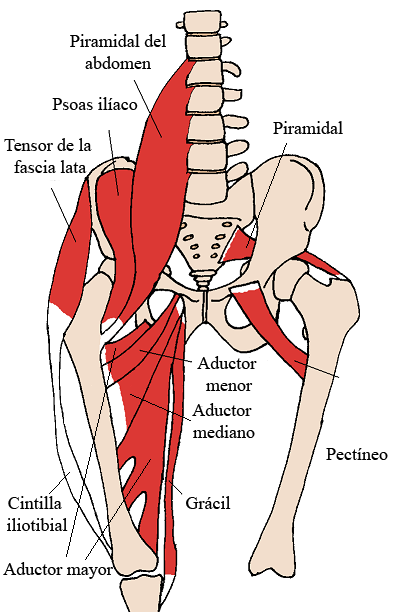
Músculos de la región ilíaca y el muslo.
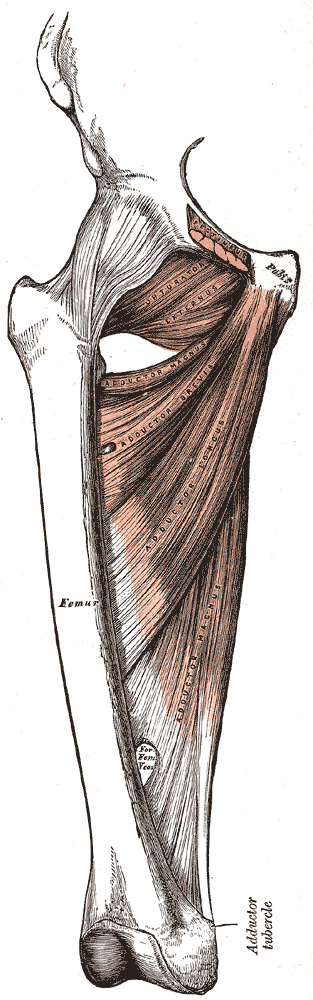
Músculos profundos, pectíneo cortado.
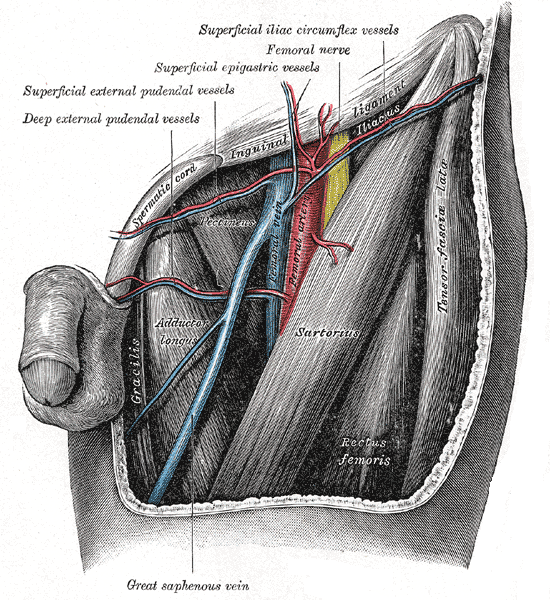
Triángulo femoral (de Scarpa).
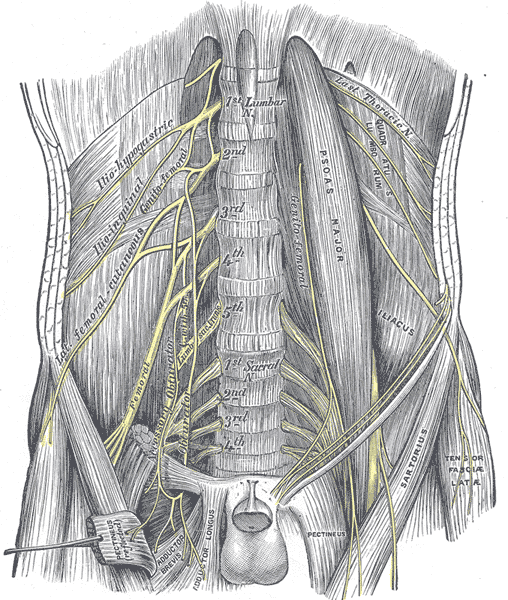
Plexo lumbar y sus ramas.
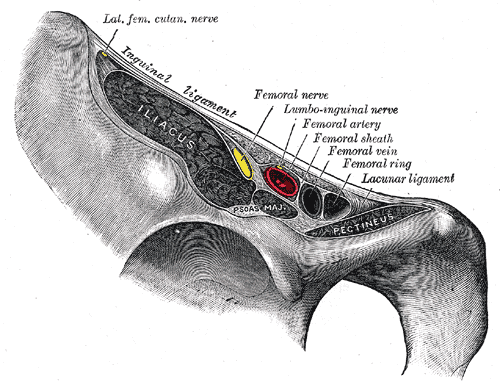
Relación con ligamento inguinal.